# Bauma China
Die bauma China ist eine internationale Fachmesse für Baumaschinen, Baustoffmaschinen, Baufahrzeuge und Baugeräte, die seit 2002 alle zwei Jahre in Shanghai/Volksrepublik China durchgeführt wird. Die Schreibweise des Veranstalters lautet bauma China.
Die Fachmesse ist für Besucher allgemein und kostenlos zugänglich. Sie findet alle zwei Jahre auf dem Shanghai-New-International-Expo-Centre-Gelände in dem neuen Stadtbezirk Pudong statt und dauert jeweils vier Tage.
Die Messe wurde von der Messe München gegründet, die auch die auf diesem Fachgebiet weltweit führende Messe Bauma in München durchführt und außerdem an dem Messegelände in Shanghai finanziell beteiligt ist. Veranstalter sind zusammen mit der Messe München mehrere chinesische Verbände bzw. Institutionen. Internationale Partner sind die Herstellerverbände aus Deutschland (VDMA), Europa (CECE), Japan (CEMA und JCMA) und Korea (KOCEMA).